# Dance knee grips
Dance knee grips (ook: tankpads) zijn de rubber zijvlakken op de brandstoftank van een motorfiets.
Ze werden bedacht door de Engelse sprinter en Sunbeam-constructeur George Dance. Een motorrijder heeft maximale controle over zijn machine wanneer hij zijn knieën stevig tegen de tank drukt. Dance knee grips voorkomen hierbij pijnlijke knieën, en beschermen de lak van de tank tegen beschadigingen. 